# Тіо Ципот
Тіо Ципот (швед. Tio Cipot, нар. 20 квітня 2003, Мурська Собота, Словенія) — словенський футболіст, вінгер італійського клубу «Спеція» та молодіжної збірної Словенії.

## Ігрова кар'єра

### Клубна
Тіо Ципот народився у місті Мурська Собота і є вихованцем місцевого клубу «Мура», де він займався футболом в молодіжній команді з десятирічного віку. З 2020 року молодого футболіста почали залучати до ігор першої команди. Його дебют на професійному рівні відбувся у липні 2020 року.
У січні 2023 року італійський клуб Серії А «Спеція» викупив контракт словенського вінгера, підписавши з ним угоду до кінця сезону 2027 року. 27 січня Ципот зіграв першу гру в новій команді. За результатами сезону «Спеція» вилетіла до Серії В, але Ципот і надалі залишився в клубі.

### Збірна
З 2021 року Тіо Ципот виступав за юнацькі збірні Словенії. 22 вересня 2022 року він дебютував у складі молодіжної збірної Словенії.

## Титули
Мура
 Чемпіон Словенії: 2020/21

## Приватне життя
Батько Тіо - Фабіян Ципот в минулому футболіст, який виступав за національну збірну Словенії з 1999 по 2007 роки. Старший брат Кай також професійний футболіст. Виступає у складі словенської «Мури».